# Bougainvilleglasögonfågel
För andra betydelser, se Bougainville (olika betydelser).
Bougainvilleglasögonfågel (Zosterops hamlini) är en fågelart i familjen glasögonfåglar inom ordningen tättingar.

## Utbredning och systematik
Fågeln förekommer enbart på ön Bougainville i Salomonöarna öster om Nya Guinea. Den betraktas traditionellt som underart till Zosterops rendovae, men urskiljs sedan 2016 som egen art av Birdlife International och IUCN, sedan 2021 även av tongivande International Ornithological Congress (IOC).

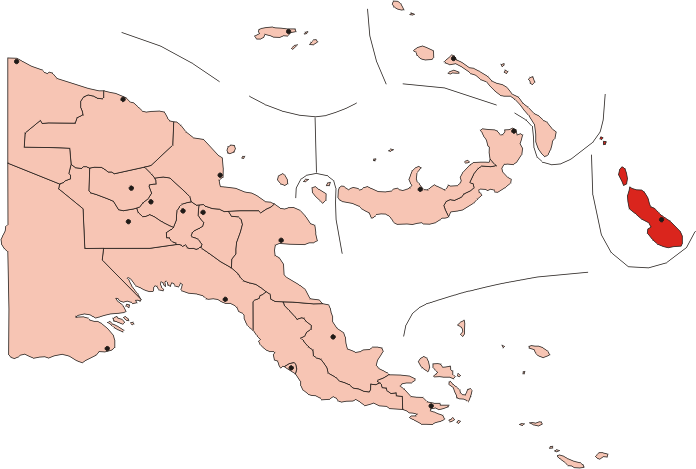
Arten förekommer endast på ön Bougainville, rödmarkerad på kartan.

## Status
Den kategoriseras av IUCN som livskraftig.